# María Luque
María Luque (Rosário, Argentina, 1983) é uma desenhista e ilustradora argentina, vencedora do Prémio de Novela Gráfica Ciudades Iberoamericanas em 2017.

## Carreira
Desde o início da sua carreira que María Luque estava muito consciente da sua falta de habilidade para criar um tipo de desenho realista, sem que tal coisa nunca a preocupasse, uma vez que esse tipo de arte não a atraia.
Em 2011, criou "Merienda dibujo", una série de encontros com artistas. Em 2014, integrou a primeira edição da Sudestada, uma exposição de ilustradores argentinos contemporâneos curada por Ángela Corti y Alejandro Bidegaray. No mesmo ano, ilustrou a obra "Fuego y agua", de Vittorio Città Giordano, e publicou em autoedição o livro "Valle nuevo". No ano seguinte, fez parte do disco-livro "Avanzadoras", publicado pela OXFAM Intermón, de Madrid, publicado em 2015,um projecto que reúne canções escritas, interpretadas e ilustradas por mulheres. Ainda em 2015, integra a antologia "Informe. Historieta argentina del siglo XXI".
Em 2016, publicou "La mano del pintor", uma novela gráfica sobre a vida de Cándido López. Graças às ilustrações que publicava na sua conta do Instagram, executou uma série de trabalhos para a revista de Lena Dunham, a estrela da série Girls. Conheceu na Bolívia o ilustrador Marco Tóxico. Actualmente vive integralmente da sua arte, seja vendendo as suas obras ou dando seminários.
Participou de mostras colectivas em Buenos Aires, Berlim, Porto e Santiago de Compostela, entre outras cidades, sendos cofundadora do Festival Furioso de Dibujo.

## Prémio Ciudades Iberoamericanas

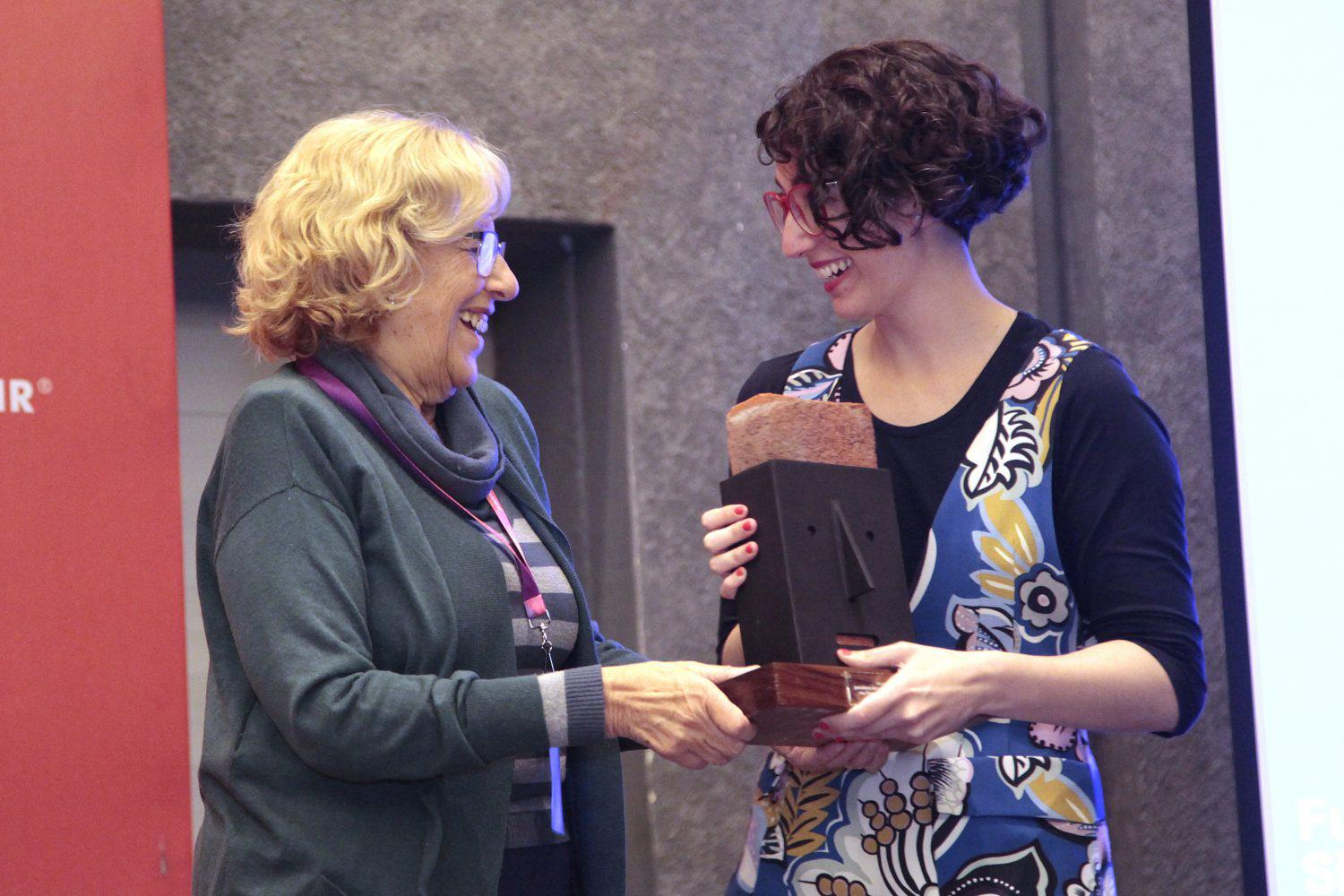
María Luque, no momento em que recebia a premiação das mãos de Manuela Carmena, alcaidesa de Madrid e co-presidente da União de Cidades Capitais Ibero-americanas

Em Novembro de 2017, venceu o Prémio de Novela Gráfica Ciudades Iberoamericanas com a novela ilustrada “Casa transparente”, entregue na I Feira do Livro de Guadalajara, no México. Na obra, María descreve a sua própria vida, numa época em que tomava conta das casas dos amigos, após ter decidido deixar o trabalho, para poder ter tempo para desenhar. María recorda os Verões passados com amigos em Bariloche, um primeiro encontro amoroso com um hippie num concerto de Pappo, e corre em pijama colocando em prática um plano que havia aprendido no Youtube. O livro é toda uma série de pequenos acontecimentos, reais e "surreais", desenhados em estilo naif, um formato que Luque soube aproveitar e que encaixa muito bem com os episódios mínimos que conta.
O júri, constituído por artistas plásticos de renome, valorizou "altamente a qualidade da obra, tanto no desenho como no relato, chamando a atenção o percurso da protagonista por várias cidades latino-americanas, em busca de um espaço próprio, como sucede a muitos e muitas jóvens”. A resolução final destacou ainda “o colorido e a jovialidade da novela”. Segundo o secretário da Cultura da Cidade de México, Eduardo Vázquez, a obra de María Luque mais que narrar uma cidade, faz um percurso por uma série de cidades ibero-americanas, num espaço que supera as fronteiras nacionais e “onde, por exemplo, podemos encontrar hippies argentinos que se guiam pelo calendário maia”. Vázques citou ainda os versos de Miguel Hernández, num jogo de palavras com o título da obra vencedora: “Pintada, no vacía: pintada está mi casa del color de las grandes pasiones y desgracias”. O desenhista Liniers descreveu a obra como um trabalho “terminado e limado, onde o desenho e o texto reflectem a fantasia dos artistas de viver muitas vidas”.
Mará Luque tinha "Casa transparente" quase concluída havia já dois anos, e quando viu a convocatória para o Premio Ciudades Iberoamericanas retomou a obra, removeu-lhe o final e mais alguns capítulos que não lhe agradaram. Como parte do prémio, María teve a sua obra publicada pela Sexto Piso em Espanha e no México.